# هيلتون العالمية
شركة هيلتون العالمية القابضة بالإنكليزية Hilton Worldwide Holdings, Inc. (سابقا هيلتون العالمية وشركة فنادق هيلتون) هي شركة ضيافة أمريكية عالمية تدير وتملك حق الامتياز لمحفظة واسعة من الفنادق والمنتجعات. تأسست من قبل كونراد هيلتون عام 1919، الشركة حاليا بقيادة (كريستوفر جيه ناسيتا).
اعتبارا من شهر آذار 2016، ضمت محفظة هيلتون العالمية أكثر من 4,660 منشأة بأكثر من 765,000 غرفة في أكثر من 100 بلد في العالم، مكونة بذلك أكبر سلسلة فنادق في العالم من حيث عدد الغرف والحضور العالمي، وذلك قبل أن تقوم شركة ماريوت الدولية بالاستحواذ على شركة الفنادق والمنتجعات ستاروود في منتصف عام 2016 لتصبح أكبر شركة للفنادق في العالم. قبل اكتتاب الشركة في شهر كانون الأول عام 2013، صنفت شركة هيلتون في المرتبة 36 كأكبر شركة خاصة في أمريكا من قبل مجلة فوربس.
هيلتون العالمية تمتلك 17علامة تجارية عبر قطاعات السوق المختلفة بما في ذلك فنادق ومنتجعات كونراد هيلتون، فنادق كانوبي من هيلتون، فنادق كوريون – أ كوليكشن من هيلتون، فنادق ومنتجعات هيلتون، فنادق دبل تري من هيلتون، فنادق وأجنحة إمباسي، هيلتون جاردن إن، هامبتون إن، أجنحة هوم وود من هيلتون، أجنحة هوم 2 من هيلتون، إجازات هيلتون جراند وفنادق ومنتجعات والدورف أستوريا.
في شهر كانون الثاني عام 2016 كشفت هيلتون عن علامتها التجارية الجديدة في السوق، ترو من هيلتون.
في 12 كانون الأول 2013، أصبحت هيلتون مرة أخرى شركة مساهمة عامة في الاكتتاب الثاني لها لجمع ما يقدر ب 2.35$ مليار. مجموعة بلاكستون تمتلك حصة 45.8٪ في الشركة.
أسس كونراد هيلتون الشركة في مدينة سيسكو، تكساس في عام 1919 وأنشأ المقر الرئيسي في بيفرلي هيلز، كاليفورنيا من 1969 حتى 2009. انتقل المقر الرئيسي إلى منطقة تايسون، مقاطعة فيرفاكس، فرجينيا قرب منطقة ماكلين في شهر آب من عام 2009.

## تاريخ
في عام 1919، اشترى كونراد هيلتون أول فندق له، فندق موبلي من 40 غرفة في سيسكو، تكساس، كما اشترى فنادق اضافية في تكساس مع مرور السنين.
في عام 1925 أصبح فندق دالاس أول فندق يحمل اسم هيلتون. في عام 1927، توسع هيلتون إلى واكو، تكساس حيث افتتح أول فندق مع تكييف هوائي في الأماكن العامة ومياه باردة.

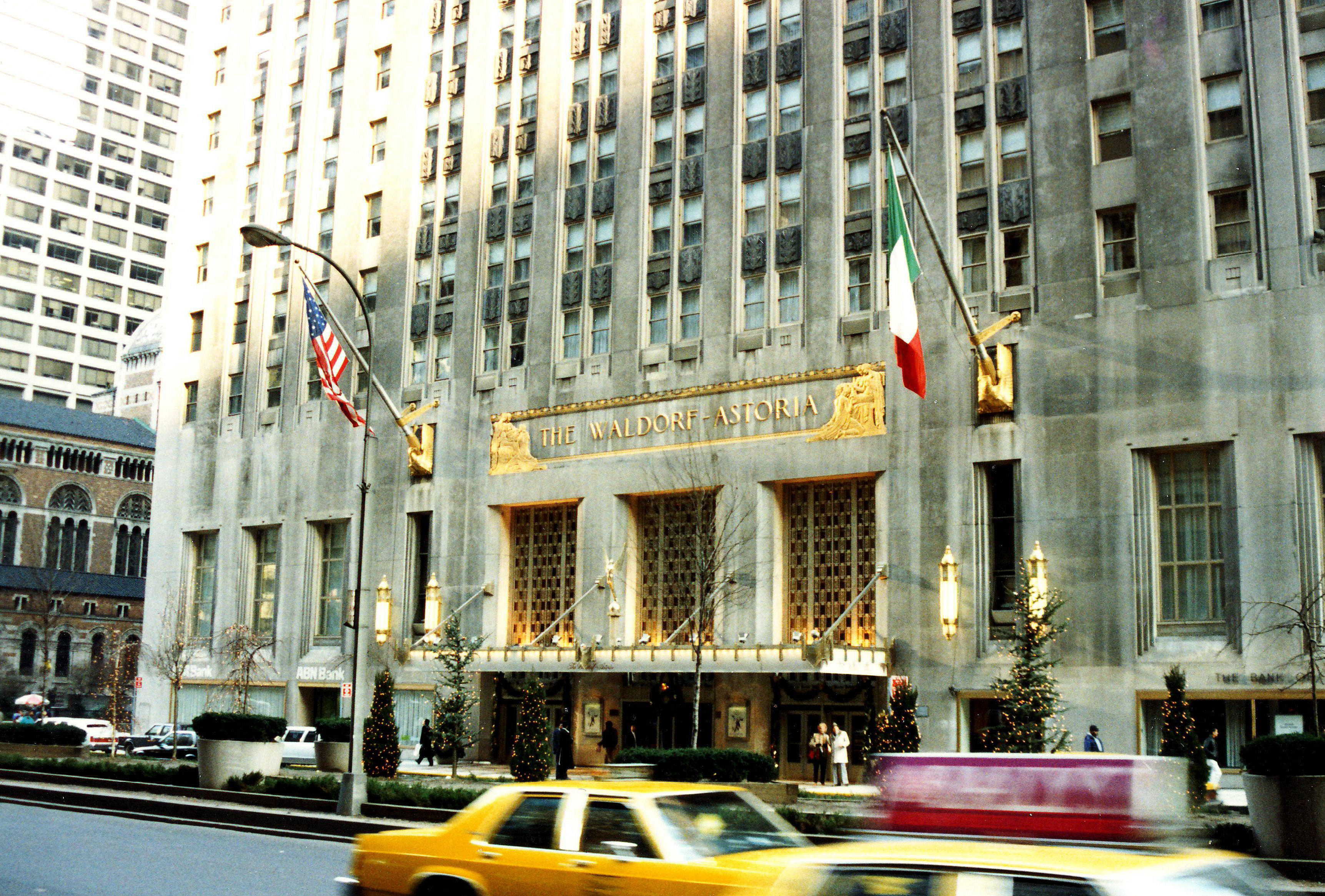
مدخل فندق والدورف أستوريا في نيويورك، Conrad's "greatest of them all."

في عام 1943 اشترى هيلتون فندق روزفلت وفندق البلازا في نيويورك، منشأ أول شركة للضيافة لتمتد إلى الولايات المجاورة. أدرجت الشركة في عام 1946 تحت اسم شركة هيلتون للفنادق، وبدأت التداول العام للأسهم لاحقا في سوق نيويورك للأوراق المالية.
ولدت هيلتون العالمية بعد سنوات قليلة (في عام 1949) مع افتتاح فندق هيلتون الكاريبي في بورتوريكو. الساقي رامون مونشيتو قال أنه ابتكر مشروب (بينا كولادا) في هذا الفندق. اشترت شركة هيلتون فندق والدورف استوريا في نيويورك في نفس السنة. كونراد هيلتون كان قد ظهر على غلاف مجلة التايمز، ليكون بذلك رجل الفنادق الوحيد الذي يظهر على غلاف المجلة.
تم الاستحواذ على شركة ستاتلر للفنادق عام 1954 بمبلغ 111,000,000$ والتي كانت أغلى صفقة عقارية في العالم. في العام التالي أنشأت شركة هيلتون أول مكتب حجوزات مركزي في العالم باسم "HILCRON." فريق الحجز عام 1955 كان يتألف من 8 أعضاء لترتيب الحجوزات لأي فندق من فنادق هيلتون ال 28 . موظفي الحجز كانوا يستخدمون لوح للغرف المتاحة لتتبع سجلات الحجوزات اللوح يعرف بالإنكليزية ب"availability board". لوح الطباشير كان بقياس 9.1×1.8 متر، وسمح نظام الحجز "HILCRON" باستقبال أكثر من 6,000 حجز في السنة. وكان يمكن الحجز بواسطة الهاتف، برقية، أو المبرقة الكاتبة. لاحقا في عام 1955 أطلقت هيلتون برنامج لضمان وجود تكييف هواء في كل غرف الفنادق. في أواخر عام 1955، افتتحت هيلتون أول فندق ما بعد الحرب العالمية الثانية في إسطنبول.
وينسب لهيلتون مفهوم فنادق المطارات بافتتاح فندق مطار سان فرانسيسكو في عام 1959 وتعتبر هيلتون رائدة في هذا المجال. في عام 1959 أطلقت هيلتون (سيدة هيلتون – Lady Hilton)، أول فندق مصمم خصيصا للضيوف من النساء. لإثارة اهتمام المسافرات النساء، بعض الفنادق خصصت طوابق خصوصا وفقط للنساء مجهزة بما يناسب احتياجاتهن. في عام 1969 أفتتح أول (فندق دبل تري – DoubleTree). في ذلك الوقت لم تضم هيلتون الفندق لعلامتها التجارية حتى استحواذها على الشركة الأم عام 1999.
عندما اشترت شركة هيلتون فندق وكازينو فلامنغو لاس فيغاس عام 1970، الشركة أصبحت الأولى من نوعها في صناعة الألعاب لتكون مدرجة في بورصة نيويورك. في عام 1979 رحل المؤسس كونراد هيلتون عن عمر يناهز ال 91. أنشأت شركة فنادق هيلتون في وقت لاحق العلامة التجارية فنادق كونراد على شرف هيلتون المؤسس. برنامج "Hilton HHonors"، هو برنامج الولاء لنزلاء هيلتون أطلق عام 1987. في عام 1994 تخطى برنامج "HHonors" برامج الولاء المنافسة من خلال تقديمه للأعضاء كلا من نقاط الولاء ونقاط أميال السفر.
شركة هيلتون معروفة برعايتها للفريق الأولمبي الأمريكي.

### سلسلتي فنادق باسم واحد
فصلت الشركة عملياتها الدولية إلى شركة تجارية مستقلة في الأول من كانون الأول عام 1964 تحت اسم (شركة هيلتون الدولية – Hilton International Co). استحوذ عليها عام 1967 من قبل (شركة عبر العالم)، وهي الشركة القابضة لشركة (عبر العالم للخطوط الجوية). في عام 1986 بيعت الشركة إلى (شركة UAL)، وهي الشركة القابضة ل (الخطوط الجوية المتحدة)، والتي أصبحت فيما بعد (Allegis Corp). في مبادرة منها لإعادة تشكيل نفسها كشركة سفريات متكاملة الخدمات، شاملة (فنادق ويستين – Westin Hotels) وشركة (Hertz) لتأجير السيارات إلى لشركة هيلتون الدولية وشركة (الخطوط الجوية المتحدة). في عام 1987 باعت شركة (UAL Corp) هيلتون الدولية إلى (مجموعة لادبروك – Ladbroke Group plc) وهي شركة ترفيه ومقامرة بريطانية، والتي تبنت الاسم (مجموعة هيلتون – Hilton Group plc) في شهر أيار عام 1999.

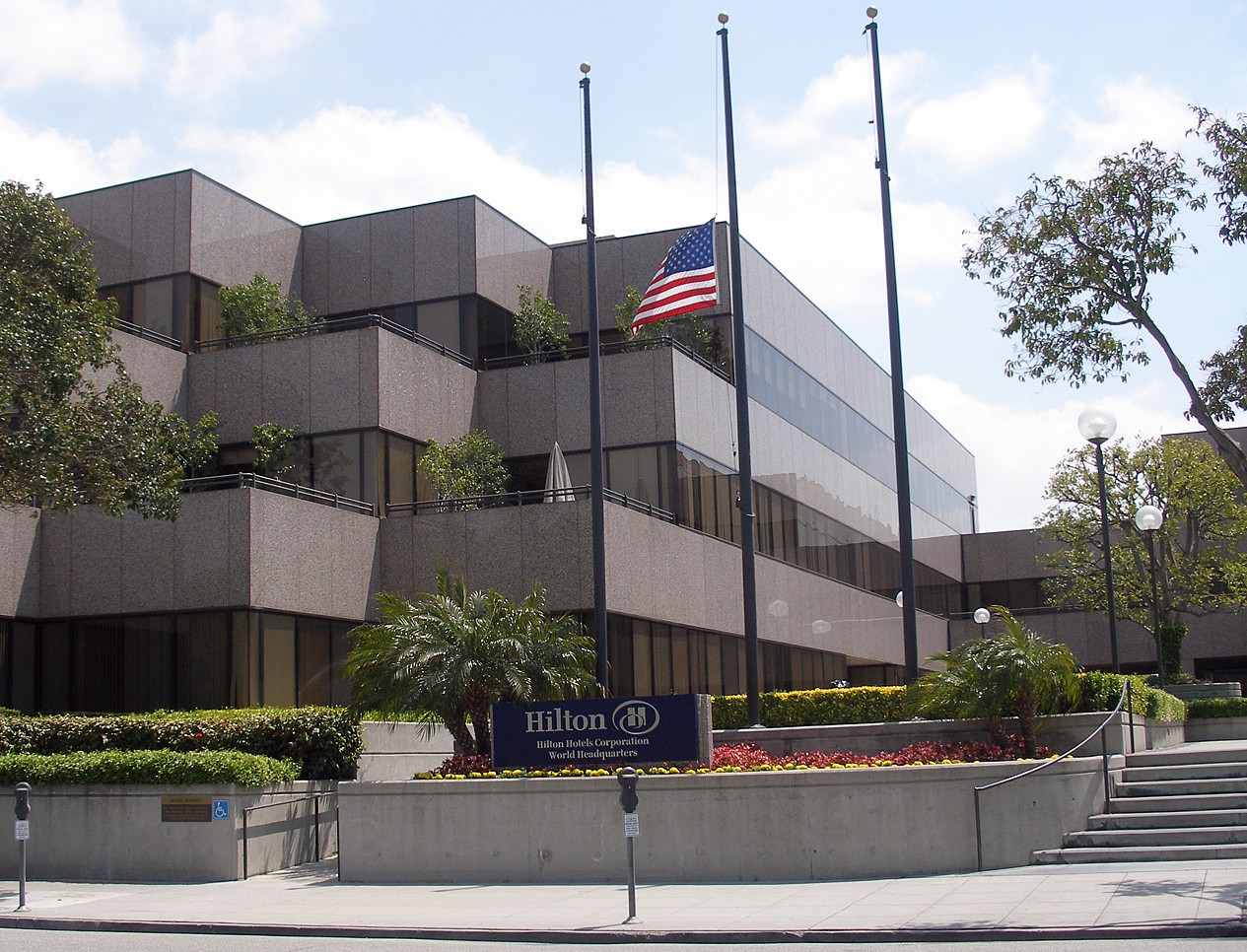
المقر الرئيسي السابق لشركة فنادق هيلتون في بيفرلي هيلز

ونتيجة لذلك كان هناك شركتين منفصلتين ومستقلتين عن بعضهما بشكل كامل تشغلان فنادق تحت اسم «هيلتون». فنادق هيلتون خارج الولايات المتحدة الأمريكية كانت حتى عام 2006 مميزة باسم «هيلتون الدولية». وذلك لأنه وبحسب العقود غير مسموح لأي من السلسلتين أن تشغل فنادق في مناطق السلسة الأخرى تحت اسم هيلتون، لأعوام عديدة كانت الفنادق التي تشغل من قبل هيلتون الدولية في الولايات المتحدة تدعى (فنادق فيستا الدولية)، بينما الفنادق التي كانت تدار خارج الولايات المتحدة من قبل شركة هيلتون داخل أمريكا كانت تدعى فنادق كونراد.
عام 1997 ولتحجيم إرباك المستهلكين الذي دام لفترة طويلة، قامت الشركتان هيلتون البريطانية وهيلتون الأمريكية بتبني اتفاقية تسويق مشترك حيث انهما تشتركان في نفس الشعارات، وتعزيز العلامات التجارية لبعضهما البعض والحفاظ على أنظمة الحجز المشتركة. عند تلك النقطة اختفت سلسلة العلامة التجارية فيستا تدريجيا، بينما سلسلة العلامة التجارية كونراد أعيد تصنيفها لتصبح واحدة من علامات هيلتون التجارية الفاخرة (جنبا إلى جنب مع مجموعة فنادق والدورف أستوريا) كما أنها تشغل فنادق داخل أمريكا وخارجها على حد سواء.
في عام 1971 استحوذت هيلتون على شركة الترفيه الدولية متضمنتا فندق هيلتون لاس فيغاس ‏ وفندق هيلتون فلامينغو.
في عام 1998 فصلت شركة هيلتون قطاع الألعاب لشركة منفصلة عامة قابضة تدعى "Park Place Entertainment " لاحقا (Caesars Entertainment, Inc. | شركة قيصر للتسلية).
في عام 1999 استحوذت هيلتون على شركة بروموس للفنادق والتي تتضمن العلامات التجارية: فنادق دوبل تري، فنادق دوبل تري، فنادق ريد ليونز، أجنحة إمباسي، هامبتون إن، وأجنحة هوم وود.

### القرن ال21
في عام 2001 وافقت هيلتون على بيع ريد ليونز لشركة ويست كوست للضيافة.
في 29 كانون الأول 2005 وافقت شركة هيلتون للفنادق على الاستحواذ مرة أخرى على سلسلة فنادق هيلتون الدولية من مالكها البريطاني «مجموعة هيلتون للفنادق»، بمبلغ 3.3 مليار جنيه استرليني (5.71 $ مليار). وكما أعادت هذه الصفقة شركتي هيلتون لتصبحا شركة واحدة مرة أخرى، تضمنت هذه منشآت شركة هيلتون فنادق كونراد، فنادق سكانديك ونادي ليفينج ويل الصحي. في 23 شباط 2006 أغلقت الصفقة جاعلتة من هيلتون خامس أكبر مشغل فنادق من حيث عدد الغرف. مقر مجموعة هيلتون الموجود في بريطانيا أعيد تسميته (لشركة لادبروك). فنادق سكانديك بيعت في العام التالي في الأول من آذار إلى شركة (EQT Partners).
في 3 حزيران 2007 وافقت شركة هيلتون على صفقة بيع لمجموعة بلاكستون بمبلغ 26$ مليار مما جعل من بلاكستون أكبر مالك للفنادق في العالم. عند 47.50 $ للسهم الواحد، كان سعر الاستحواذ أعلى 32 في المئة من القيمة الختامية للسهم من أسهم هيلتون يوم 3 حزيران. وكان الاتفاق تتويجا لعام من الكر والفر في المناقشات مع بلاكستون. في شهر تشرين الثاني عام 2007 عين كريستوفر جيه ناسيتا كرئيس ومدير تنفيذي لشركة هيلتون. في شباط 2009 شركة فنادق هيلتون أعلنت أن مقرها الرئيسي انتقل من بيفرلي هيلز إلى مقاطعة فيرفاكس، فرجينيا.
في حين رأت بلاكستون فرصة لتبسيط الشركة ودفع هيلتون للتوسع في الخارج، عندما تابعت بلاكستون هيلتون في عام 2006 و2007، أثقل الاستحواذ الشركة ب 20 مليار $ من الديون كما أن الاقتصاد كان يهوي إلى الأسفل.
كانت الديون بشروط ميسرة جدا، لذلك لم يكن هناك أي خطر في التخلف عن السداد، ولكن عانت الشركة عندما تباطأت حركة السفر. في نيسان 2010، أعادت هيلتون وبلاكستون هيكلة الديون. استثمرت بلاكستون 800 مليون $ من الأسهم وخفضت الديون إلى 16 مليار $.
عادت هيلتون إلى كونها شركة مساهمة عامة مرة أخرى في 12 كانون الأول 2013. هذا الاكتتاب الثاني في تاريخ الشركة رفع القيمة لما يقدر ب 2.35 مليار $. مجموعة بلاكستون احتفظت بحصة 45.8٪ في الشركة.
أعلن في الربع الرابع من عام 2015 أن هيلتون العالمية القابضة ستحول مقتنياتها من الفنادق القابضة إلى الاستثمار العقاري الثقة. قبل اتخاذ هذا الإعلان، ذهبت الشركة لمصلحة الضرائب لأخذ الموافقة.

## العلامات التجارية

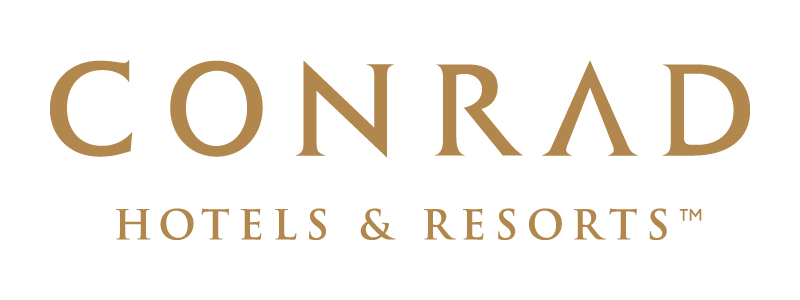
شعار فنادق ومنتجعات كونراد

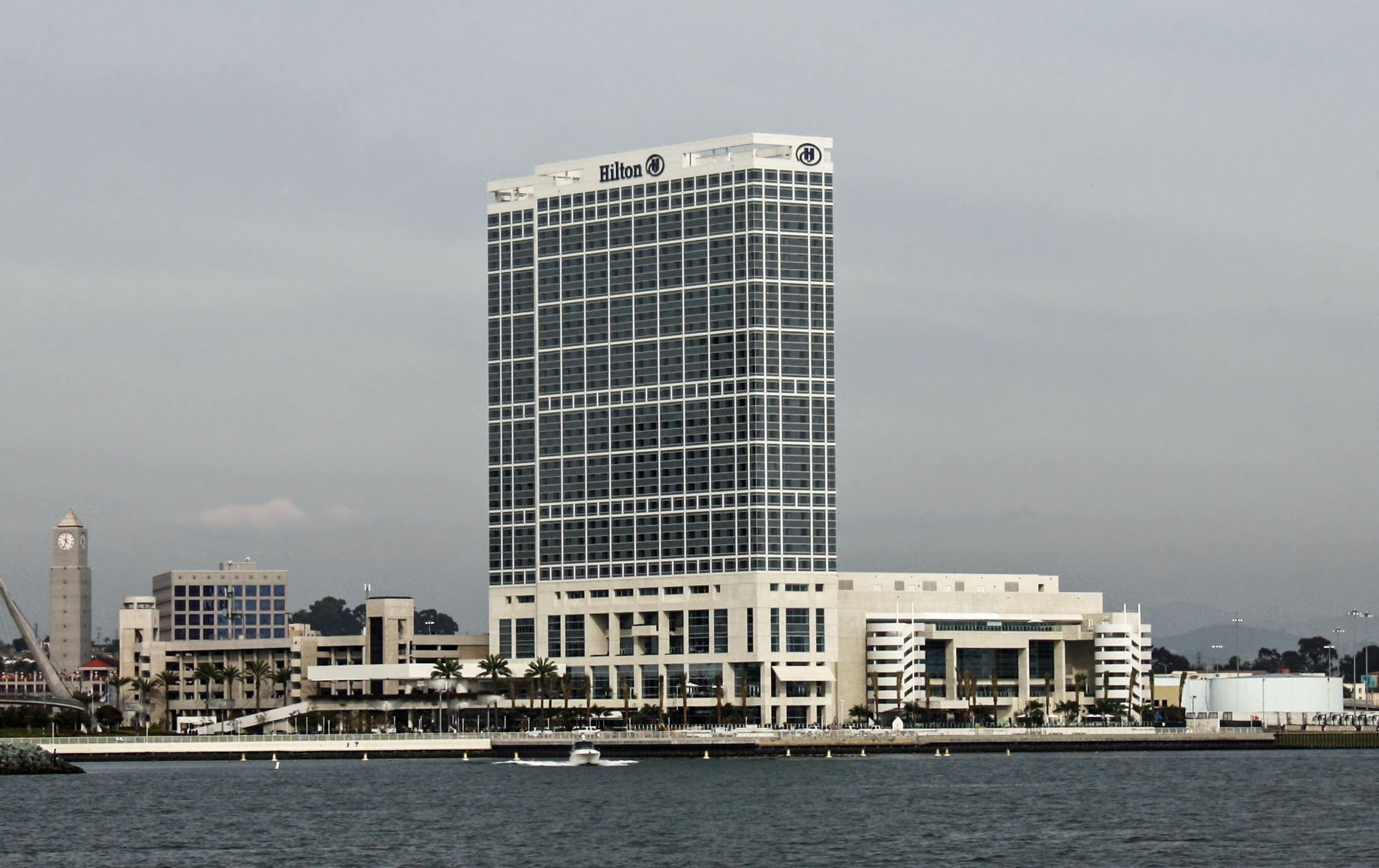
هيلتون سان دييغو بايفرونت، واحد من منشآت هيلتون الفارقة

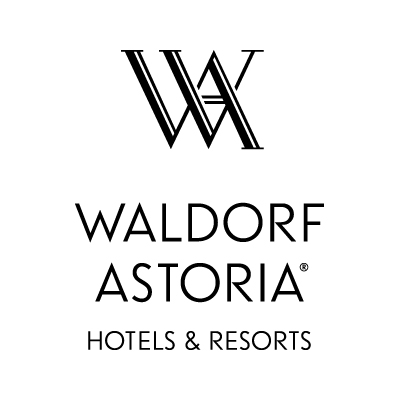
شعار والدورف أستوريا

شعار فنادق كانوبي من هيلتون

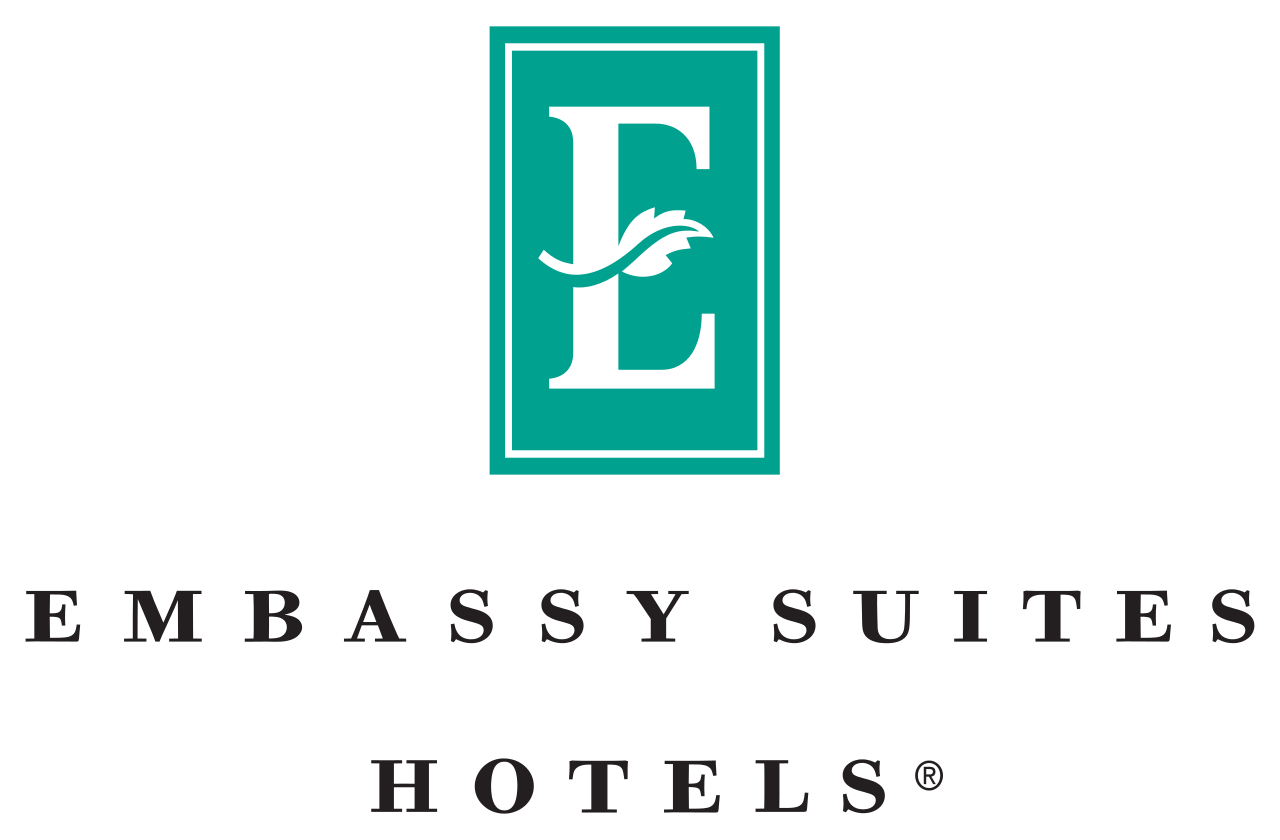
أجنحة إمباسي

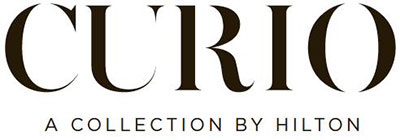
كيريو

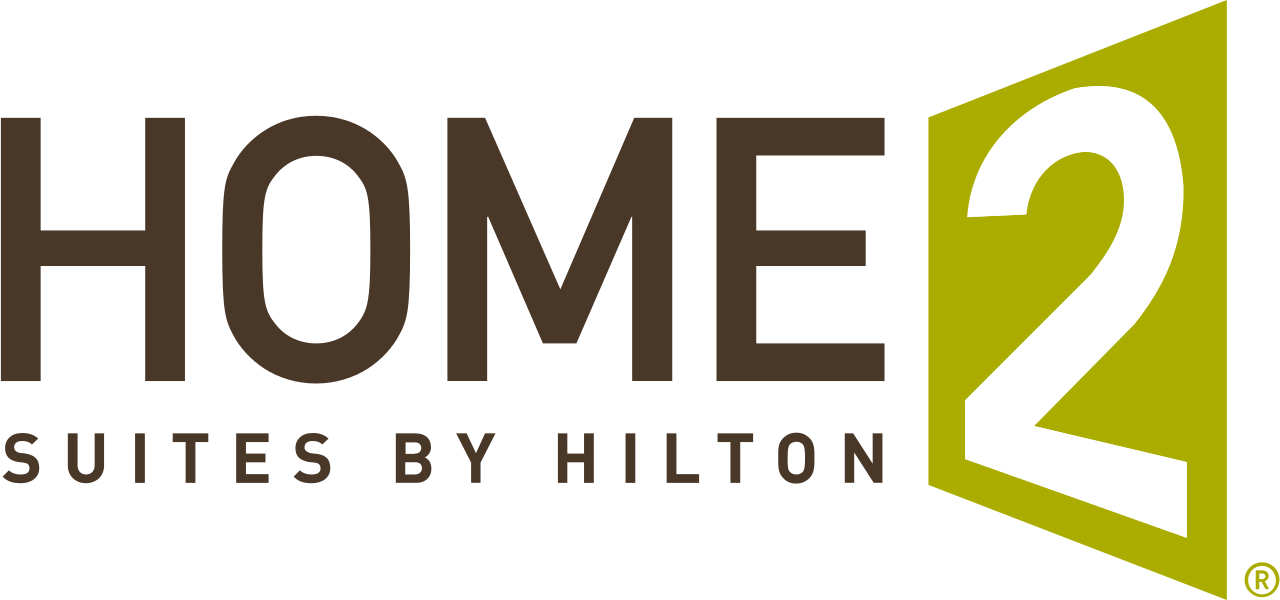
هوم 2

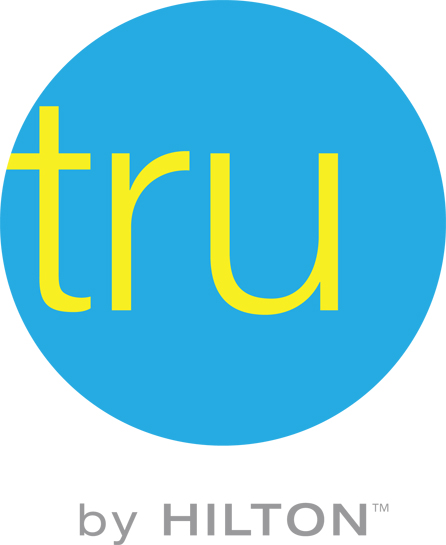
ترو

### الفنادق الفاخرة
- فنادق ومنتجعات كونراد

(Conrad Hotels & Resorts)
- فنادق ومنتجعات والدورف أستوريا

(Waldorf Astoria Hotels & Resorts)

### فنادق الخدمة الكاملة
- فنادق ومنتجعات هيلتون

(Hilton Hotels & Resorts)
- فنادق دبل تري من هيلتون

(DoubleTree by Hilton)
- أجنحة إمباسي

(Embassy Suites)
- كيريو من هيلتون

(Curio, A Collection by Hilton)

### فنادق الخدمة الأساسية
- هيلتون جاردن إن

(Hilton Garden Inn)
- هامبتون إن

(Hampton Inn)
- أجنحة هوم وود من هيلتون

(Homewood Suites by Hilton)
- أجنحة هوم 2 من هيلتون

(Home2 Suites by Hilton)
- ترو من هيلتون

(Tru by Hilton)

### عصرية
- كانوبي من هيلتون

(Canopy by Hilton)

### مشاركة الأوقات

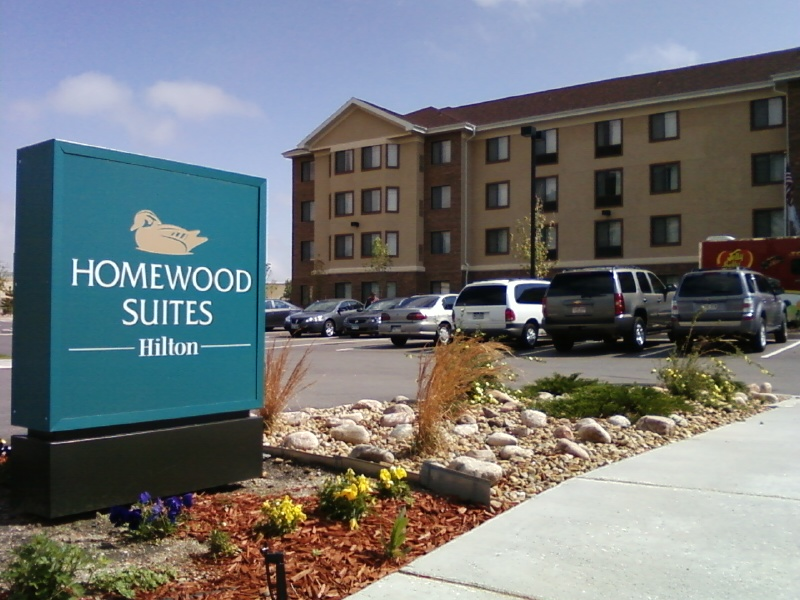
لوحة مدخل أجنحة هوم وود من هيلتون

- إجازات هيلتون جراند

(Hilton Grand Vacations)

### بائدة
- فنادق دينيزين

(Denizen Hotels)
- سيدة هيلتون

(Lady Hilton)

### حق الامتياز
في عام 2013 70% من الغرف تحت العلامة التجارية هيلتون كانت امتيازات لمشغلين وشركات مستقلة. خلال فترة ملكيتها من 2007 إلى 2013 لهيلتون العالمية، واصلت مجموعة بلاكستون إستراتيجية توسيع نطاق هيلتون من خلال اتفاقيات الامتياز، في حين أن عدد قليل نسبيا من المنشآت الجديدة كانت تعمل فعليا من قبل هيلتون. وبالتالي ارتفعت نسبة غرف حق الامتياز بشكل كبير خلال هذه الفترة ممارسة حق الامتياز أمر شائع في الصناعة الفندقية بين معظم سلاسل الفنادق الكبيرة، حيث أن لا يتوجب على الشركة الأم أن تدفع لأعمال الصيانة والتكاليف الأخرى للمنشآت تحت حق الامتياز. طالبي حق الامتياز يتوجب عليهم اتباع المعايير القياسية للعلامة التجارية بشكل صارم للحصول على حق الامتياز من هيلتون العالمية. معظم منشآت هيلتون الفارقة، منشآت المطارات وكبرى المنتجعات تدار على مستوى الشركات.

### HHonors من هيلتون
HHonors من هيلتون هو برنامج الولاء والذي يتيح للزبائن الدائمين جمع نقاط وأميال سفر من خلال الإقامة في الفنادق التابعة لهيلتون. برنامج هيلتون واحد من أكبر البرامج من هذا النوع، لضمه ل 50 مليون عضو
وقد شهد البرنامج نموا كبيرا في الصين، التي شهدت وحدها زيادة 79 في المائة في عضوية برنامج HHonors في عام 2011. ويعزى ذلك جزئيا إلى تكرير هوية العلامة التجارية في الصين، بما في ذلك إضافة أسماء صينية وموقع إلكتروني صيني للعملاء للتسجيل واستبدال النقاط الخاصة بهم.

## شؤون الشركة
للشركة مقر رئيسي في منطقة تايسون، مقاطعة فيرفاكس، فرجينيا، الولايات المتحدة ولديها مركز عمليات في ممفيس، الولايات المتحدة. مركز عمليات الشركة لآسيا والباسيفيك يقع في سنغافورة وتدار عمليات الشرق الأوسط وأفريقيا من مدينة دبي. مقر عملياتها لأوربا يقع واتفورد، المملكة المتحدة.

### ثقافة الشركة
وفقا لموقع، (Careerbliss.com) جاءت هيلتون العالمية في المرتبة الأول في قائمة «أسعد الشركات في أمريكا» لعام 2012، برصيد 4.36 من أصل 5. وتطرق الاستطلاع إلى آراء أكثر من 100,000 موظف في خصائص مثل التوازن بين العمل والحياة، ثقافة الشركة وسمعتها، وعلاقة الموظفين مع رؤسائهم. بالإضافة إلى ذلك، فقد سجلت هيلتون نسبة 100٪ في مؤشر المساواة في الشركات على مدى السنوات التسع الماضية.

## هيلتون في الثقافة العامة

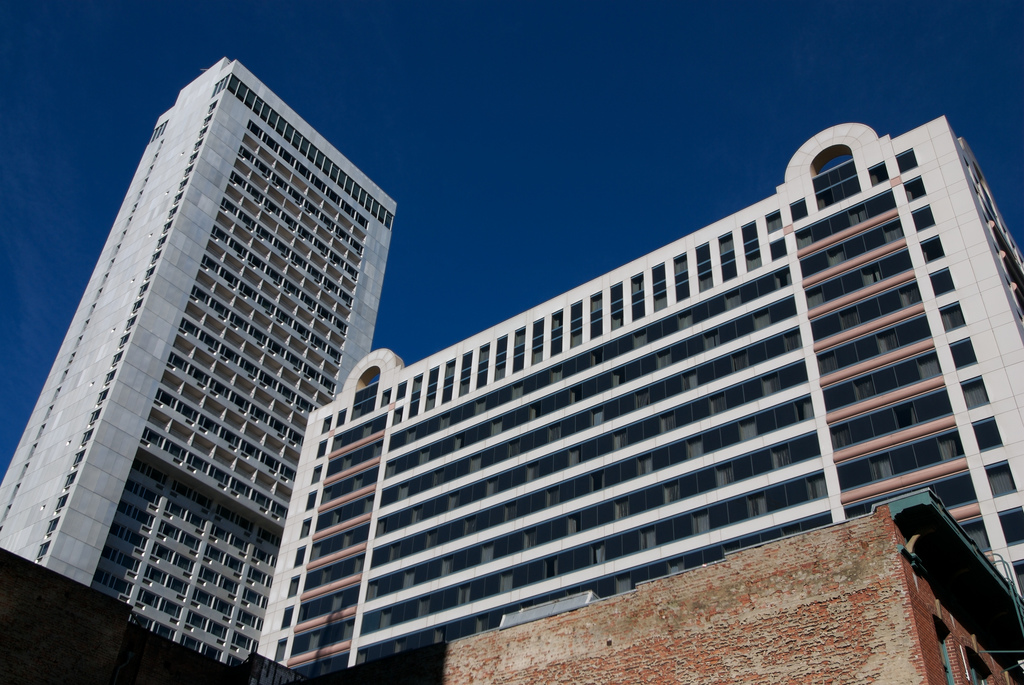
فندق وابراج هيلتون سان فرانسيسكو، ثاني أكبر فنادق هيلتون بأكثر من 2000 غرفة

كيث ريتشاردز وميك جاغر عزفا في قاعة السطوح الشرقية في الطابق ال45 لفندق هيلتون نيويورك. في 28 تشرين الأول عام 1965. البيانو الذي أديا عليه لا يزال في نفس الغرفة حتى اليوم.
جون لينون ويوكو أونو قضيا شهر العسل في الجناح الرئاسي لفندق هيلتون أمستردام حيث أجريا حملتهم المشهورة  Bed-In لمدة أسبوع كامل في عام 1969. في عام 1971 تم تصوير فيلم الماس للأبد في فندق هيلتون فلامينغو
في 3 نيسان 1973 أجرى الدكتور مارتين كووبر أول اتصال بهاتف خلوي في العالم من أمام فندق هيلتون نيويورك. عقد مؤتمر صحفي عالمي في نفس اليوم في الفندق لتأريخ الحدث. فيلم الحارس الشخصي لكيفين كوستنر وويتني هيوستن صور في فندق هيلتون فونتينبلو في ميامي عام 1992
عام 1995 فيلم جيمس بوند العين الذهبية كان قد صور في فندق هيلتون لانغهام. فيلم إنسايدر صور عام 1999 في فندق هيلتون سييلباك. في عام 2006 ستة أفلام من ضمنها الرجل العنكبوت 3، مايكل كلايتون ورجل عصابة أمريكي صورت في فندق هيلتون نيويورك..

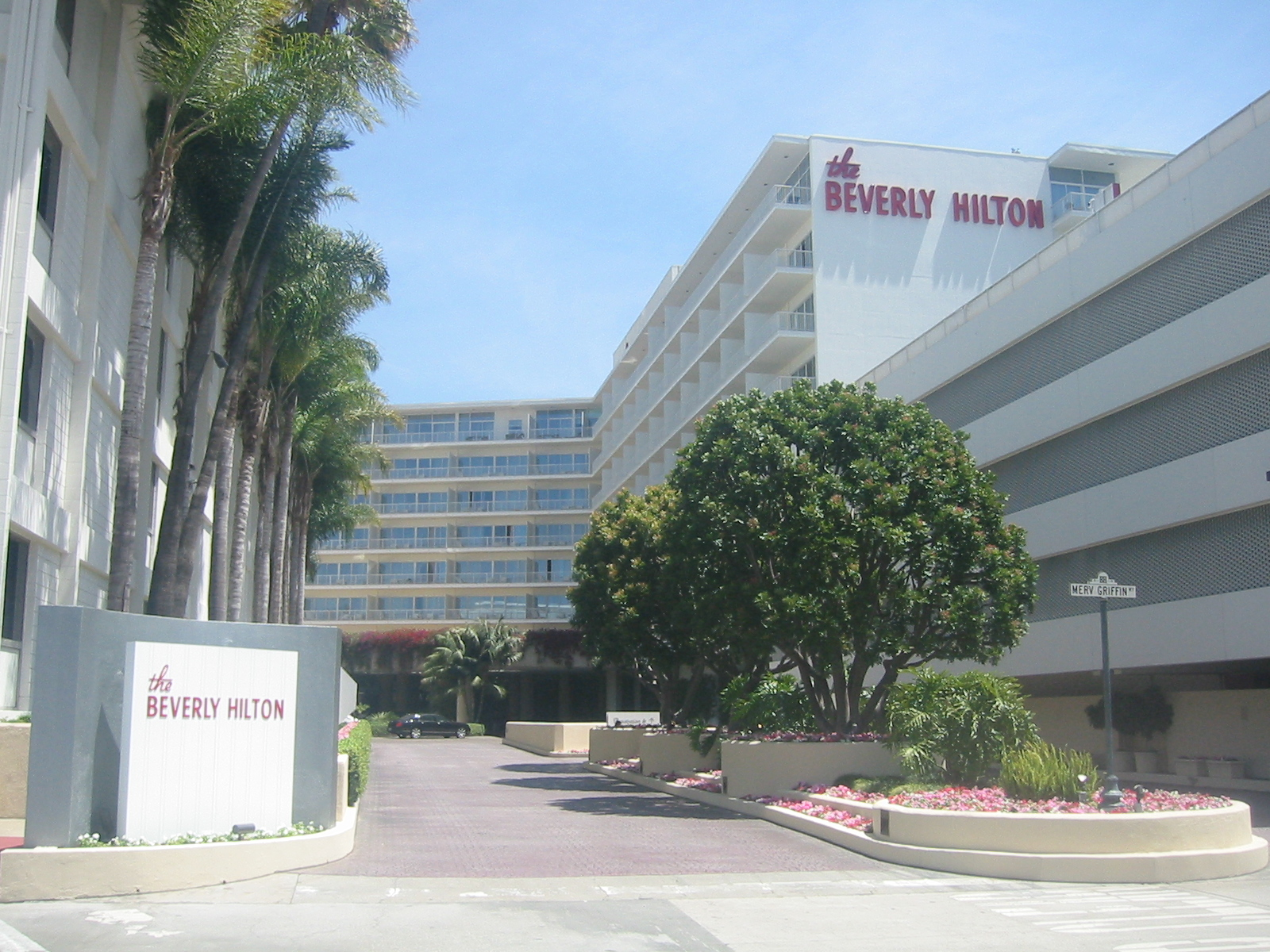
فندق بيفرلي هيلتون ذو ال 671 غرفة في بيفرلي هيلز، الفندق يعتبر بيت جائزة غولدن غلوب

قام الممثل تشيلسي روس بتأدية شخصية كونراد هيلتون كشخصية رئيسية في الموسم الثالث من مسلسل رجال ماد حيث أن شخصية المسلسل الرئيسية دون درابر يقوم بعمل سلسلة من الحملات الإعلانية لفنادق هيلتون، يسافر درابر في إحدى الحلقات إلى فندق هيلتون كافاليري في روما بينما المشاهد صورت في الحقيقة في قاعة تشاندلر بافيليون دوروثي في لوس انجليس.
في محطة الفضاء التي على شكل عجلة في فيلم 2001: أوديسة الفضاء للمخرج ستانلي كوبريك، حيث يمكن للزوار البقاء في فندق هيلتون. يظهر شعار هيلتون بشكل بارز في صالة محطة الفضاء.

## وصلات خارجية
- الموقع الرسمي